# Derby calcistici in Toscana (Serie A)

Bandiera della Toscana

I derby calcistici in Toscana di Serie A sono gli incontri di calcio che vedono a confronto le squadre toscane nel massimo livello nazionale.

## Empoli-Fiorentina
Il derby dell'Arno è il derby che si gioca tra Fiorentina ed Empoli. È un derby provinciale, in quanto Empoli fa parte della città metropolitana di Firenze, anche se viene ormai considerato quasi una stracittadina data la distanza in linea d'aria di soli 22 km; non è però un derby "antico" in quanto i due club si sono iniziati ad incontrare solo a partire dalla metà degli anni ottanta.

Il tecnico viola Malesani e quello azzurro Spalletti si salutano durante il derby tra Fiorentina ed Empoli (1-2) del 28 settembre 1997

Il primo derby fu disputato nei quarti di finale della Coppa Italia 1985-1986 in cui furono i viola ad accedere alla semifinale; il primo in campionato, giocato il 30 novembre 1986, vide invece la vittoria dell'Empoli per 1-0. Questo derby in campionato è stato giocato solo nella massima serie nazionale. I risultati inoltre sono nettamente a favore della Fiorentina con 17 vittorie, 12 pareggi e 8 sconfitte, e 54 gol fatti contro 34 subiti. Fino al 1998 il bilancio era in parità: in 10 gare, 3 vittorie a testa e 4 pareggi; dopo si è avuto un netto predominio viola, con un parziale di 14 vittorie, 8 pareggi e 5 sconfitte. Gli azzurri sono tornati a vincere nel 2016 dopo 19 anni, dal 28 settembre 1997, che corrisponde ad una delle quattro vittorie ottenute fuori casa: la seconda risale al 15 aprile 2017, la terza al 23 ottobre 2023.

### I precedenti in gare ufficiali
(Statistiche aggiornate al 19 febbraio 2024)
|              | Gare | Vittorie Empoli | Pareggi | Vittorie Fiorentina | Gol Empoli | Gol Fiorentina |
| ------------ | ---- | --------------- | ------- | ------------------- | ---------- | -------------- |
| Serie A      | 30   | 7               | 11      | 12                  | 27         | 40             |
| Coppa Italia | 7    | 1               | 1       | 5                   | 7          | 14             |
| Totale       | 37   | 8               | 12      | 17                  | 34         | 54             |

### Lista dei risultati
| Stagione  | Competizione | Incontro          | A / R | A / R |
| --------- | ------------ | ----------------- | ----- | ----- |
| 1985-1986 | Coppa Italia | Empoli-Fiorentina | 3-2   | 0-3   |
| 1986-1987 | Coppa Italia | Fiorentina-Empoli | 2-1   | 2-1   |
| 1986-1987 | Serie A      | Empoli-Fiorentina | 1-0   | 1-1   |
| 1987-1988 | Serie A      | Empoli-Fiorentina | 0-0   | 0-0   |
| 1993-1994 | Coppa Italia | Fiorentina-Empoli | 2-0   | 2-0   |
| 1997-1998 | Serie A      | Fiorentina-Empoli | 1-2   | 1-1   |
| 1998-1999 | Serie A      | Fiorentina-Empoli | 2-0   | 3-0   |
| 2005-2006 | Serie A      | Empoli-Fiorentina | 1-1   | 1-2   |

| Stagione  | Competizione | Incontro          | A / R          | A / R          |
| --------- | ------------ | ----------------- | -------------- | -------------- |
| 2006-2007 | Serie A      | Empoli-Fiorentina | 1-2            | 0-2            |
| 2007-2008 | Serie A      | Fiorentina-Empoli | 3-1            | 2-0            |
| 2010-2011 | Coppa Italia | Fiorentina-Empoli | 1-0            | 1-0            |
| 2011-2012 | Coppa Italia | Fiorentina-Empoli | 2-1            | 2-1            |
| 2014-2015 | Serie A      | Fiorentina-Empoli | 1-1            | 3-2            |
| 2015-2016 | Serie A      | Fiorentina-Empoli | 2-2            | 0-2            |
| 2016-2017 | Serie A      | Empoli-Fiorentina | 0-4            | 2-1            |
| 2018-2019 | Serie A      | Fiorentina-Empoli | 3-1            | 0-1            |
| 2021-2022 | Serie A      | Empoli-Fiorentina | 2-1            | 0-1            |
| 2022-2023 | Serie A      | Empoli-Fiorentina | 0-0            | 1-1            |
| 2023-2024 | Serie A      | Fiorentina-Empoli | 0-2            | 1-1            |
| 2024-2025 | Coppa Italia | Fiorentina-Empoli | 2-2 (3-4 rig.) | 2-2 (3-4 rig.) |
| 2024-2025 | Serie A      | Empoli-Fiorentina | 0-0            | 1-2            |

## Empoli-Livorno
Livorno e Empoli si sono incontrate per tre stagioni in Serie A. dal 2005-2006. Dopo l'ultimo confronto, disputato il 18 maggio 2008 con la vittoria dell'Empoli per 2-1, il bilancio è in parità (due vittorie a testa e due pareggi).
La maggior parte delle gare si sono avute nelle altre serie e in tal caso a prevalere è il Livorno.
| Competizione         | Incontri | Vittorie Livorno | Pareggi | Vittorie Empoli | Gol Livorno | Gol Empoli |
| -------------------- | -------- | ---------------- | ------- | --------------- | ----------- | ---------- |
| Serie A              | 6        | 2                | 2       | 2               | 7           | 6          |
| Serie B              | 14       | 4                | 7       | 3               | 17          | 14         |
| Serie C              | 20       | 11               | 4       | 5               | 19          | 10         |
| Serie C1             | 6        | 0                | 5       | 1               | 1           | 3          |
| Coppa Italia         | 1        | 0                | 0       | 1               | 1           | 2          |
| Coppa Italia Serie C | 6        | 3                | 2       | 1               | 10          | 9          |
| Totale               | 53       | 20               | 20      | 13              | 55          | 44         |

### Lista dei risultati
| Stagione  | Competizione         | Incontro         | A / R | A / R |
| --------- | -------------------- | ---------------- | ----- | ----- |
| 1949-1950 | Serie B              | Empoli - Livorno | 2-2   | 0-3   |
| 1952-1953 | Serie C              | Empoli - Livorno | 1-0   | 1-3   |
| 1953-1954 | Serie C              | Livorno - Empoli | 1-0   | 0-2   |
| 1954-1955 | Serie C              | Livorno - Empoli | 0-0   | 1-0   |
| 1961-1962 | Serie C              | Empoli - Livorno | 0-2   | 1-2   |
| 1972-1973 | Coppa Italia Semipr. | Empoli - Livorno | 2-3   | 1-1   |
| 1972-1973 | Serie C              | Livorno - Empoli | 2-0   | 0-1   |
| 1973-1974 | Serie C              | Livorno - Empoli | 2-0   | 0-1   |
| 1974-1975 | Serie C              | Livorno - Empoli | 1-0   | 0-2   |
| 1975-1976 | Serie C              | Livorno - Empoli | 2-0   | 1-1   |
| 1976-1977 | Serie C              | Livorno - Empoli | 1-0   | 0-0   |
| 1977-1978 | Serie C              | Empoli - Livorno | 0-0   | 0-1   |
| 1978-1979 | Serie C1             | Empoli - Livorno | 1-1   | 0-0   |
| 1979-1980 | Coppa Italia Semipr. | Livorno - Empoli | 3-2   | 1-0   |
| 1979-1980 | Serie C1             | Empoli - Livorno | 0-0   | 0-0   |
| 1981-1982 | Coppa Italia Serie C | Empoli - Livorno | 2-0   | 2-2   |
| 1982-1983 | Serie C1             | Empoli - Livorno | 2-0   | 0-0   |
| 2002-2003 | Coppa Italia         | Empoli - Livorno | 2-1   | 2-1   |
| 2005-2006 | Serie A              | Livorno - Empoli | 2-0   | 1-2   |

| Stagione  | Competizione | Incontro         | Esito | Esito |
| --------- | ------------ | ---------------- | ----- | ----- |
| 2006-2007 | Serie A      | Livorno - Empoli | 0-0   | 2-2   |
| 2007-2008 | Serie A      | Livorno - Empoli | 1-0   | 1-2   |
| 2008-2009 | Serie B      | Empoli - Livorno | 2-1   | 0-0   |
| 2010-2011 | Serie B      | Livorno - Empoli | 2-1   | 0-0   |
| 2011-2012 | Serie B      | Livorno - Empoli | 0-0   | 1-1   |
| 2012-2013 | Serie B      | Livorno - Empoli | 4-2   | 1-2   |
| 2012-2013 | Play-off     | Empoli - Livorno | 1-1   | 0-1   |
| 2019-2020 | Serie B      | Empoli - Livorno | 1-1   | 2-0   |

## Empoli-Pisa

Una partita tra ed nella stagione di Serie B 1947-1948

Il derby tra il Pisa e l'Empoli è stato disputato anche nella massima serie nella stagione 1987-1988. La rivalità tra le due tifoserie è abbastanza forte anche se non è considerata tra le più importanti dalle frange più accese del tifo delle due compagini.
Tra i giocatori che hanno vestito entrambe le maglie, da segnalare Francesco Tavano, recordman di segnature in maglia Empolese ebbe la sua prima esperienza da professionista in maglia nerazzurra nella stagione di Serie C1 1999-2000. Anche Antonio Buscè ex capitano e autore di cinque stagioni in massima serie con la maglia azzurra, concluse la sua carriera a Pisa, sfiorando la promozione in Serie B con la maglia nerazzurra perdendo, la finale contro il Latina nella stagione 2012-2013
Il Primo confronto tra Pisa ed Empoli è stato disputato nel campionato di Prima Divisione 1929-1930, mentre l'ultimo nella stagione di Serie B 2020-2021. Nell'unica stagione di Serie A in cui le squadre si sono affrontate, Il Pisa vinse a Empoli la gara di andata e pareggiò 0-0 il ritorno in casa, a fine campionato i nerazzurri si salvarono arrivando 12º, mentre gli azzurri retrocessero giungendo penultimi. La squadra pisana è in vantaggio anche nel computo totale con 26 vittorie contro le 16 empolesi, 20 i pareggi.
Fonte
|                                   | Gare | Vittorie Pisa | Pareggi | Vittorie Empoli | Gol Pisa | Gol Empoli |
| --------------------------------- | ---- | ------------- | ------- | --------------- | -------- | ---------- |
| Serie A                           | 2    | 1             | 1       | 0               | 1        | 0          |
| Serie B                           | 16   | 6             | 5       | 5               | 21       | 17         |
| Prima Divisione                   | 10   | 5             | 2       | 3               | 17       | 10         |
| Serie C                           | 26   | 11            | 9       | 6               | 22       | 19         |
| Serie C1                          | 2    | 0             | 2       | 0               | 3        | 3          |
| Campionato Interregionale 2° cat. | 2    | 2             | 0       | 0               | 2        | 0          |
| Coppa Italia Semiprofessionisti   | 4    | 1             | 1       | 2               | 4        | 5          |
| Totale                            | 62   | 26            | 20      | 16              | 70       | 54         |

### Lista dei risultati
| Stagione  | Competizione | Incontro    | A / R | A / R |
| --------- | ------------ | ----------- | ----- | ----- |
| 1929-1930 | 1ª Div. Nord | Empoli-Pisa | 1-2   | 1-2   |
| 1930-1931 | 1ª Divisione | Empoli-Pisa | 2-2   | 0-2   |
| 1931-1932 | 1ª Divisione | Pisa-Empoli | 3-1   | 0-1   |
| 1932-1933 | 1ª Divisione | Pisa-Empoli | 0-1   | 0-2   |
| 1933-1934 | 1ª Divisione | Pisa-Empoli | 5-0   | 1-1   |
| 1945-1946 | Serie C      | Pisa-Empoli | 1-1   | 1-3   |
| 1946-1947 | Serie B      | Pisa-Empoli | 1-0   | 0-2   |
| 1947-1948 | Serie B      | Empoli-Pisa | 1-0   | 1-1   |
| 1948-1949 | Serie B      | Empoli-Pisa | 1-1   | 0-2   |
| 1949-1950 | Serie B      | Pisa-Empoli | 3-2   | 0-0   |
| 1952-1953 | Serie C      | Pisa-Empoli | 2-1   | 0-0   |

| Stagione  | Competizione      | Incontro    | A / R | A / R |
| --------- | ----------------- | ----------- | ----- | ----- |
| 1953-1954 | Serie C           | Empoli-Pisa | 2-0   | 0-0   |
| 1957-1958 | 2ª Categoria      | Pisa-Empoli | 1-0   | 1-0   |
| 1961-1962 | Serie C           | Empoli-Pisa | 1-2   | 2-3   |
| 1963-1964 | Serie C           | Empoli-Pisa | 0-1   | 0-0   |
| 1964-1965 | Serie C           | Pisa-Empoli | 2-0   | 0-0   |
| 1971-1972 | Serie C           | Empoli-Pisa | 1-0   | 1-2   |
| 1972-1973 | Serie C           | Pisa-Empoli | 0-0   | 1-0   |
| 1972-1973 | C. Italia Semipr. | Pisa-Empoli | 1-2   | 0-1   |
| 1973-1974 | Serie C           | Empoli-Pisa | 0-1   | 1-1   |
| 1974-1975 | Serie C           | Pisa-Empoli | 2-0   | 0-2   |

| Stagione  | Competizione      | Incontro    | A / R | A / R |
| --------- | ----------------- | ----------- | ----- | ----- |
| 1975-1976 | Serie C           | Empoli-Pisa | 0-0   | 2-1   |
| 1976-1977 | Serie C           | Empoli-Pisa | 0-0   | 1-2   |
| 1977-1978 | Serie C           | Empoli-Pisa | 0-1   | 1-0   |
| 1978-1979 | C. Italia Semipr. | Empoli-Pisa | 0-1   | 2-2   |
| 1978-1979 | Serie C1          | Empoli-Pisa | 2-2   | 1-1   |
| 1984-1985 | Serie B           | Pisa-Empoli | 2-0   | 1-1   |
| 1987-1988 | Serie A           | Empoli-Pisa | 0-1   | 0-0   |
| 2008-2009 | Serie B           | Empoli-Pisa | 0-3   | 0-2   |
| 2019-2020 | Serie B           | Pisa-Empoli | 2-3   | 1-2   |
| 2020-2021 | Serie B           | Empoli-Pisa | 3-1   | 1-1   |

## Empoli-Siena
Il derby tra il Siena e l'Empoli è stato disputato in Serie A a partire dal 2003, anno in cui i bianconeri vi fanno la prima apparizione.
| Competizione                | Incontri | Vittorie Siena | Pareggi | Vittorie Empoli | Gol Siena | Gol Empoli |
| --------------------------- | -------- | -------------- | ------- | --------------- | --------- | ---------- |
| Serie A                     | 8        | 5              | 0       | 3               | 13        | 4          |
| Serie B                     | 12       | 2              | 5       | 5               | 6         | 12         |
| Serie C                     | 26       | 9              | 5       | 8               | 26        | 23         |
| Serie C1                    | 8        | 2              | 3       | 3               | 8         | 9          |
| Prima Divisione (1933-1935) | 6        | 5              | 1       | 0               | 23        | 6          |
| Seconda Div. (1927-1929)    | 4        |                |         |                 |           |            |
| Coppa Italia                | 1        | 0              | 0       | 1               | 0         | 2          |
| Coppa Italia Serie C        | 6        | 0              | 5       | 1               | 6         | 8          |
| Totale                      | 71       | 23             | 19      | 21              | 82        | 64         |

### Lista dei risultati
| Stagione  | Competizione      | Incontro       | Esito | Esito |
| --------- | ----------------- | -------------- | ----- | ----- |
| 1927-1928 | Seconda Divisione | Empoli - Siena | ?     | ?     |
| 1928-1929 | Seconda Divisione | Empoli - Siena | ?     | ?     |
| 1932-1933 | Prima Divisione   | Empoli - Siena | 1-3   | 2-4   |
| 1933-1934 | Prima Divisione   | Empoli - Siena | 2-2   | 0-5   |
| 1934-1935 | Prima Divisione   | Empoli - Siena | 1-3   | 0-6   |
| 1937-1938 | Serie C           | Empoli - Siena | 1-2   | 0-5   |
| 1946-1947 | Serie B           | Siena - Empoli | 1-0   | 0-1   |
| 1947-1948 | Serie B           | Siena - Empoli | 1-0   | 0-1   |
| 1950-1951 | Serie C           | Empoli - Siena | ?     | ?     |
| 1951-1952 | Serie C           | Empoli - Siena | ?     | ?     |
| 1961-1962 | Serie C           | Empoli - Siena | 1-1   | 0-3   |
| 1963-1964 | Serie C           | Empoli - Siena | 1-0   | 0-0   |

| Stagione  | Competizione         | Incontro       | Esito | Esito |
| --------- | -------------------- | -------------- | ----- | ----- |
| 1964-1965 | Serie C              | Empoli - Siena | 3-1   | 1-2   |
| 1965-1966 | Serie C              | Siena - Empoli | 2-0   | 1-1   |
| 1966-1967 | Serie C              | Siena - Empoli | 2-1   | 0-2   |
| 1967-1968 | Serie C              | Empoli - Siena | 1-0   | 0-2   |
| 1968-1969 | Serie C              | Siena - Empoli | 0-2   | 2-2   |
| 1969-1970 | Serie C              | Siena - Empoli | 0-2   | 0-2   |
| 1973-1974 | Coppa Italia Semipr. | Empoli - Siena | 1-1   | 1-1   |
| 1976-1977 | Serie C              | Empoli - Siena | 0-1   | 0-0   |
| 1977-1978 | Serie C              | Empoli - Siena | 3-1   | 0-1   |
| 1980-1981 | Coppa Italia Semipr. | Empoli - Siena | 1-1   | 4-2   |
| 1981-1982 | Coppa Italia Serie C | Empoli - Siena | 1-1   | 0-0   |
| 1982-1983 | Serie C1             | Empoli - Siena | 2-1   | 2-2   |

| Stagione  | Competizione | Incontro       | Esito | Esito |
| --------- | ------------ | -------------- | ----- | ----- |
| 1991-1992 | Serie C1     | Siena - Empoli | 0-0   | 0-2   |
| 1992-1993 | Serie C1     | Siena - Empoli | 0-0   | 0-1   |
| 1994-1995 | Serie C1     | Siena - Empoli | 2-0   | 3-2   |
| 2000-2001 | Serie B      | Empoli - Siena | 2-0   | 1-1   |
| 2001-2002 | Serie B      | Empoli - Siena | 2-1   | 1-1   |
| 2003-2004 | Serie A      | Siena - Empoli | 4-0   | 0-1   |
| 2005-2006 | Serie A      | Siena - Empoli | 1-0   | 1-2   |
| 2006-2007 | Serie A      | Empoli - Siena | 1-0   | 0-2   |
| 2007-2008 | Serie A      | Siena - Empoli | 3-0   | 2-0   |
| 2008-2009 | Coppa Italia | Siena - Empoli | 0-2   | 0-2   |
| 2010-2011 | Serie B      | Empoli - Siena | 3-0   | 0-0   |
| 2013-2014 | Serie B      | Empoli - Siena | 0-0   | 1-1   |

## Fiorentina-Livorno
Il derby Mediceo è la sfida che si disputa tra la Fiorentina e il Livorno.

Alfredo Pitto

Questa sentita gara detiene il record di derby toscano più disputato in Serie A con 30 incontri (15 stagioni). Il primo incontro ufficiale tra questi due club avvenne nella Serie A 1933-1934 in cui ebbero la meglio le squadre ospitanti. Dopo un lungo periodo di ben 54 anni in cui Fiorentina e Livorno non si sono incontrate, a parte alcune sfide in Coppa Italia, questa gara è tornata a giocarsi frequentemente in campionato dal 30 novembre 2003. Le due squadre inoltre non si incontrano in Coppa Italia dalla lontana stagione 1987-88. Da notare infine che gli amaranto non riescono a vincere a Firenze dal lontano 19 dicembre 1937, e che i viola hanno vinto tutti gli ultimi 5 incontri disputati.
Alfredo Pitto ha indossato le maglie dei due club, cresce calcisticamente nel Livorno nel suo primo campionato, la stagione 1923-1924, si piazza al 3º posto nel girone A di Prima Divisione. In totale con la squadra del Livorno segna 13 gol, le sue presenze 68. A Firenze diventa il primo grande acquisto nella storia della società viola, le presenze furono 45 le reti 5.
|                     | Gare | Vittorie Fiorentina | Pareggi | Vittorie Livorno | Gol Fiorentina | Gol Livorno |
| ------------------- | ---- | ------------------- | ------- | ---------------- | -------------- | ----------- |
| Serie A             | 30   | 14                  | 7       | 9                | 44             | 41          |
| Divisione Nazionale | 2    | 1                   | 1       | 0                | 3              | 2           |
| Serie B             | 2    | 0                   | 1       | 1                | 1              | 3           |
| Coppa Italia        | 4    | 2                   | 1       | 1                | 6              | 3           |
| Totale              | 38   | 17                  | 10      | 11               | 54             | 49          |

### Lista dei risultati
| Stagione  | Competizione        | Incontro           | A / R | A / R |
| --------- | ------------------- | ------------------ | ----- | ----- |
| 1933-1934 | Serie A             | Livorno-Fiorentina | 3-0   | 0-1   |
| 1934-1935 | Serie A             | Livorno-Fiorentina | 1-2   | 1-0   |
| 1937-1938 | Serie A             | Fiorentina-Livorno | 1-2   | 1-1   |
| 1940-1941 | Serie A             | Fiorentina-Livorno | 5-2   | 1-1   |
| 1942-1943 | Coppa Italia        | Livorno-Fiorentina | 2-1   | 2-1   |
| 1945-1946 | Divisione Nazionale | Fiorentina-Livorno | 2-1   | 1-1   |
| 1946-1947 | Serie A             | Fiorentina-Livorno | 2-2   | 1-2   |
| 1947-1948 | Serie A             | Fiorentina-Livorno | 1-1   | 2-2   |
| 1948-1949 | Serie A             | Fiorentina-Livorno | 3-2   | 1-1   |
| 1969-1970 | Coppa Italia        | Livorno-Fiorentina | 0-0   | 0-0   |

| Stagione  | Competizione | Incontro           | A / R | A / R |
| --------- | ------------ | ------------------ | ----- | ----- |
| 1971-1972 | Coppa Italia | Livorno-Fiorentina | 0-3   | 0-3   |
| 1987-1988 | Coppa Italia | Fiorentina-Livorno | 2-1   | 2-1   |
| 2003-2004 | Serie B      | Fiorentina-Livorno | 1-1   | 0-2   |
| 2004-2005 | Serie A      | Fiorentina-Livorno | 1-1   | 0-2   |
| 2005-2006 | Serie A      | Fiorentina-Livorno | 3-2   | 0-2   |
| 2006-2007 | Serie A      | Livorno-Fiorentina | 1-0   | 1-2   |
| 2007-2008 | Serie A      | Livorno-Fiorentina | 0-3   | 0-1   |
| 2009-2010 | Serie A      | Livorno-Fiorentina | 0-1   | 1-2   |
| 2013-2014 | Serie A      | Fiorentina-Livorno | 1-0   | 1-0   |

## Fiorentina-Lucchese

Bruno Neri.

Il derby tra la Fiorentina e la Lucchese, vanta pochissimi precedenti a causa della differenza di categoria che si è quasi sempre avuta tra i due club.
Tra i giocatori che hanno vestito entrambe le maglie, da segnalare: Bruno Neri (Con i gigliati un gol e 187 presenze, a Lucca 25 presenze), Carlos Gringa (Con la Fiorentina 98 presenze e 22 gol, con la Lucchese 3 gol, 31 presenze), Libero Marchini (Oro olimpico a Berlino 1936), Vinicio Viani (Con la Lucchese sono 34 gol e 34 presenze, alla viola 93 presenze e 45 le reti), Danilo Michelini, Giuseppe Galluzzi e altri ancora.
Il primo incontro in Serie B 1930-1931, con la vittoria della Fiorentina per 3-0 a Lucca, e un pareggio a Firenze per 1-1. In Serie A le due squadre si affrontano, per la prima volta il 13 settembre 1936. Sono 14 gli incontri in Serie A, 4 in Serie B.
L'ultima gara si riferisce alla Coppa Italia di serie C del 2003-2004.
|                      | Gare | Vittorie Fiorentina | Pareggi | Vittorie Lucchese | Gol Fiorentina | Gol Lucchese |
| Serie A              | 14   | 7                   | 4       | 3                 | 18             | 12           |
| Serie B              | 4    | 1                   | 3       | 0                 | 6              | 3            |
| Coppa Italia Serie C | 1    | 0                   | 1       | 0                 | 1              | 1            |
| Totale               | 19   | 8                   | 8       | 3                 | 25             | 16           |

### Lista dei risultati
| Stagione  | Competizione | Incontro              | A / R | A / R |
| --------- | ------------ | --------------------- | ----- | ----- |
| 1930-1931 | Serie B      | Lucchese - Fiorentina | 0-3   | 1-1   |
| 1936-1937 | Serie A      | Lucchese - Fiorentina | 1-1   | 2-2   |
| 1937-1938 | Serie A      | Lucchese - Fiorentina | 2-1   | 0-0   |

| Stagione  | Competizione | Incontro              | A / R | A / R |
| --------- | ------------ | --------------------- | ----- | ----- |
| 1947-1948 | Serie A      | Lucchese - Fiorentina | 1-0   | 0-2   |
| 1948-1949 | Serie A      | Lucchese - Fiorentina | 4-0   | 0-1   |
| 1949-1950 | Serie A      | Lucchese - Fiorentina | 1-3   | 0-2   |

| Stagione  | Competizione         | Incontro              | A / R | A / R |
| --------- | -------------------- | --------------------- | ----- | ----- |
| 1950-1951 | Serie A              | Fiorentina - Lucchese | 3-1   | 2-0   |
| 1951-1952 | Serie A              | Lucchese - Fiorentina | 0-0   | 0-1   |
| 1993-1994 | Serie B              | Lucchese - Fiorentina | 1-1   | 1-1   |
| 2003-2004 | Coppa Italia Serie C | Lucchese - Fiorentina | 1-1   | 1-1   |

## Fiorentina-Pisa
È un derby molto sentito da entrambe le parti e, nonostante la rivalità più sentita in assoluto da parte dei pisani sia quella con i "cugini" del Livorno, alcune frange della tifoseria nerazzurra ricordano che in realtà il loro vero derby è quello con l'"odiatissima" Fiorentina.

Daniel Passarella e Klaus Berggreen in un derby tra e nel 1983

La rivalità tra il Pisa e la Fiorentina ha radici molto lontane risalenti anch'esse al medioevo, infatti le due città patteggiavano per due opposte fazioni: Pisa per i Ghibellini e Firenze per i Guelfi. Inoltre Firenze, fulcro dell'economia toscana ma senza sbocco marittimo, fu costretta a pagare dazi onerosi ai pisani per effettuare scambi commerciali marittimi fino a quando non decise di puntare tutto su Livorno, scavalcando Pisa ed aumentando l'odio tra le due città. Nel 2015 questa rivalità è tornata in auge con la notizia della fusione tra l'aeroporto pisano e quello fiorentino scatenando le proteste della piazza pisana Non sono mancati nel corso degli anni occasioni di contatto tra le due tifoserie, rilevanti soprattutto, data la differenza di categoria, all'epoca della Serie A nerazzurra.
Dunga, è uno dei giocatori che ha indossato le maglie dei due club. Nell'autunno del 1987 approdò in Italia e la società viola lo diede in prestito al Pisa: con i nerazzurri Carlos raggiunse una sospirata salvezza con il 13º posto in Serie A e vinse la Coppa Mitropa. Le presenze con la squadra di Pisa furono 23 con due segnature. Nel 1988 arrivò a Firenze giocò con i gigliati dal 1988 al 1992, 124 le presenze e 8 le reti, perse la doppia finale di Coppa UEFA 1989-1990. Nel 1994, quando ormai aveva lasciato L'Italia diventò campione del mondo con la Seleção. Da segnalare anche Mario Faccenda che giocò molti derby con entrambe le maglie.
Pisa e Fiorentina si incontrarono per la prima volta nella Prima Divisione 1926-1927, in cui vinsero entrambi la partita giocata in casa: i viola, il 3 ottobre 1926, per 3-1 e i nerazzurri due mesi dopo, il 19 dicembre, per 1-0. Con il passare degli anni e il seguire di incontri tra le due formazioni, i risultati risultano nettamente a favore dei viola, con 14 vittorie e sole 4 sconfitte su 25 partite e con 41 gol fatti a fronte di 15 subiti; inoltre il Pisa è riuscito a vincere a Firenze solo una volta, in una gara di Coppa Italia di serie C, nel 2002, primo anno della rifondazione viola a causa del fallimento al termine della stagione 2001-2002.. I due club non si incontrano da quest'ultima partita, mentre in campionato non si incontrano dalla partita di ritorno del campionato di Serie B 1993-1994 quando il match terminò per 0-0; a fine anno i viola furono promossi in serie A mentre i nerazzurri retrocedettero perdendo lo spareggio con l'Acireale e durante l'estate seguente fallirono.
Fonte:
|                      | Gare | Vittorie Fiorentina | Pareggi | Vittorie Pisa | Gol Fiorentina | Gol Pisa |
| -------------------- | ---- | ------------------- | ------- | ------------- | -------------- | -------- |
| Serie A              | 14   | 7                   | 6       | 1             | 22             | 7        |
| Prima Divisione      | 2    | 1                   | 0       | 1             | 3              | 2        |
| Serie B              | 4    | 3                   | 1       | 0             | 7              | 1        |
| Coppa Italia         | 3    | 2                   | 0       | 1             | 5              | 4        |
| Coppa Italia Serie C | 1    | 0                   | 0       | 1             | 0              | 1        |
| Coppa L. Arpinati    | 1    | 1                   | 0       | 0             | 4              | 0        |
| Totale               | 25   | 14                  | 7       | 4             | 41             | 15       |

### Lista dei risultati
| Stagione  | Competizione     | Incontro        | A / R | A / R |
| --------- | ---------------- | --------------- | ----- | ----- |
| 1926-1927 | 1ª Divisione     | Fiorentina-Pisa | 3-1   | 0-1   |
| 1927      | Coppa L.Arpinati | Fiorentina-Pisa | 4-0   | 4-0   |
| 1938-1939 | Serie B          | Fiorentina-Pisa | 2-0   | 1-0   |
| 1968-1969 | Coppa Italia     | Fiorentina-Pisa | 2-0   | 2-0   |
| 1968-1969 | Serie A          | Pisa-Fiorentina | 0-1   | 1-3   |
| 1982-1983 | Coppa Italia     | Fiorentina-Pisa | 1-0   | 1-0   |
| 1982-1983 | Serie A          | Fiorentina-Pisa | 2-1   | 0-0   |
| 1983-1984 | Serie A          | Fiorentina-Pisa | 0-0   | 1-1   |
| 1985-1986 | Serie A          | Fiorentina-Pisa | 1-1   | 2-1   |

| Stagione  | Competizione   | Incontro             | A / R | A / R |
| --------- | -------------- | -------------------- | ----- | ----- |
| 1987-1988 | Serie A        | Pisa-Fiorentina      | 2-1   | 0-0   |
| 1988-1989 | Coppa Italia   | Pisa-Fiorentina      | 4-2   | 4-2   |
| 1988-1989 | Serie A        | Pisa-Fiorentina      | 0-0   | 0-3   |
| 1990-1991 | Serie A        | Pisa-Fiorentina      | 0-4   | 0-4   |
| 1993-1994 | Serie B        | Fiorentina-Pisa      | 4-1   | 0-0   |
| 2002-2003 | Coppa Italia C | Florentia Viola-Pisa | 0-1   | 0-1   |

## Fiorentina-Pistoiese

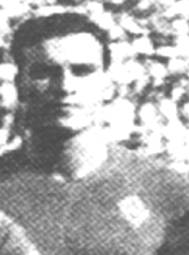
Mario Pizziolo

Questo derby vanta pochissimi precedenti a causa della differenza di categoria che si è quasi sempre avuta tra le due squadre, ma è ricordato in ambito nazionale per il curioso fatto occorso in una gara amichevole tra le due compagini. La gara, disputata nel 1954, fu teatro del famoso avvistamento di UFO a Firenze; la partita venne momentaneamente sospesa a causa di esso ma, poi si concluse regolarmente con il punteggio di 6-2 per i viola.
Mario Pizziolo ha indossato le maglie dei due club, approdando nel 1924 alla Pistoiese. Il 16 dicembre 1928 giocò l'incontro Fiorentina-Pistoiese 0-1 (74 le sue presenze a Pistoia). Fu ceduto ai gigliati nel 1929, rimane sino al 1936 per un totale di 197 incontri disputati (con tre reti all'attivo). Campione del mondo nel 1934.
Il derby tra Fiorentina e Pistoiese è stato giocato per la prima volta in Divisione Nazionale 1928-1929 e a vincere l'incontro fu la Pistoiese, sia all'andata che al ritorno. Nella Serie B 1929-1930, la Pistoiese vinse nuovamente la gara di andata, mentre il ritorno a Firenze vide la prima affermazione della squadra gigliata. Le due squadre si affrontarono nuovamente nel campionato di Serie B 1930-1931 e in entrambi i casi la sfida terminò in pareggio. Dopo circa cinquanta anni le due squadre si incontrarono nuovamente in serie A nella stagione 1980-1981, nella gara di andata, a Firenze, furono gli arancioni a imporsi per 2-1, mentre la gara di ritorno fu vinta dalla Fiorentina per 1-0. Sono dodici le gare ufficiali giocate tra i due club, con tre vittorie per la Fiorentina, cinque per la Pistoiese e quattro pareggi.
|                                 | Gare | Vittorie Fiorentina | Pareggi | Vittorie Pistoiese | Gol Fiorentina | Gol Pistoiese |
| ------------------------------- | ---- | ------------------- | ------- | ------------------ | -------------- | ------------- |
| Divisione Nazionale             | 2    | 0                   | 0       | 2                  | 0              | 3             |
| Serie A                         | 2    | 1                   | 0       | 1                  | 2              | 2             |
| Serie B                         | 4    | 1                   | 2       | 1                  | 3              | 3             |
| Torneo Postcampionato 1945-1946 | 2    | 1                   | 0       | 1                  | 6              | 4             |
| Coppa Italia                    | 1    | 0                   | 1       | 0                  | 0              | 0             |
| Torneo di Capodanno             | 1    | 0                   | 1       | 0                  | 1              | 1             |
| Totale                          | 12   | 3                   | 4       | 5                  | 12             | 13            |

### Lista dei risultati
| Stagione  | Competizione                    | Incontro             | A / R | A / R |
| --------- | ------------------------------- | -------------------- | ----- | ----- |
| 1928-1929 | Prima Divisione                 | Fiorentina-Pistoiese | 0-1   | 0-2   |
| 1929-1930 | Serie B                         | Fiorentina-Pistoiese | 2-1   | 0-1   |
| 1930-1931 | Serie B                         | Fiorentina-Pistoiese | 1-1   | 0-0   |
| 1945-1946 | Torneo Postcampionato 1945-1946 | Pistoiese-Fiorentina | 2-1   | 2-5   |
| 1980-1981 | Serie A                         | Fiorentina-Pistoiese | 1-2   | 1-0   |
| 1980-1981 | Coppa Italia                    | Fiorentina-Pistoiese | 0-0   | 0-0   |
| 1980-1981 | Torneo di Capodanno             | Pistoiese-Fiorentina | 1-1   | 1-1   |

## Fiorentina-Siena
Il derby guelfi-ghibellini è un derby regionale che si gioca tra Fiorentina e Siena.. La rivalità è basata soprattutto sui vecchi duelli medioevali tra guelfi e ghibellini; questa rivalità è molto più sentita da quella parte di tifosi del Siena che si definiscono "filo-ghibellini" e, di conseguenza, "anti-guelfi"; ricordiamo le storiche battaglie tra guelfi e ghibellini, come quella avvenuta a Montaperti nel 1260, vinta dai senesi di parte ghibellina e quella di Colle Val d'Elsa nel 1269, vinta dai fiorentini di parte guelfa, anche se va ricordato che durante il medioevo entrambe le città erano inizialmente divise internamente tra guelfi e ghibellini, ma dal 1287 divennero entrambe guelfe e alleate tra loro Inoltre la provincia di Siena è quella con il maggior numero di Viola Club, subito dopo quella di Firenze, vedendo così un "derby nel derby", come se Siena città giocasse contro Siena provincia. La rivalità calcistica è invece piuttosto recente in quanto la gara tra i due club avviene con una certa costanza solo a partire dal 2004, dato che il Siena fa la prima apparizione in Serie A solo l'anno precedente, ed è molto più sentita dai senesi. Prima che il Siena raggiungesse la serie A, il "derby guelfi-ghibellini", veniva chiamato quello tra Colligiana e Siena: famoso il rinvio di Colligiana-Siena, del 15 marzo 1931, per motivi di ordine pubblico..  Durante il derby Colligiana-Siena, del 3 marzo 2024, nel piccolo settore dove abitualmente andavano i tifosi della Colligiana, in quella occasione semivuoto, è comparso un insolito striscione "pro-Robur" che recitava "nel bene e nel male Siena trionfa immortale" e quello striscione, "filo-ghibellino", è stato definito, dalla maggioranza dei tifosi della Colligiana, "incompatibile con il tifo biancorosso"  in quanto la maggioranza dei tifosi della Colligiana si sono sempre definiti "guelfi" e rivalli di quella parte di tifosi del Siena che invece si sono definiti "ghibellini".
La prima sfida tra il Siena e la Fiorentina fu nella Serie B 1938-1939 e vide la vittoria casalinga dei bianconeri per 3-0 l'8 gennaio 1939; l'unica partita in cui il Siena è riuscito a segnare più di un gol è proprio quest'ultima. I risultati sono infatti nettamente a favore dei viola con 14 vittorie su 23 partite, e con ben 40 gol fatti e solo 15 subiti; inoltre a Firenze il Siena non è mai riuscito a vincere. Da notare che le due squadre si sono incontrate in Coppa nei quarti di finale del 2013-2014 (vittoria della squadra gigliata per 2-1), 56 anni dopo l'unico incrocio avvenuto nel 1958.
|                     | Gare | Vittorie Fiorentina | Pareggi | Vittorie Siena | Gol Fiorentina | Gol Siena |
| ------------------- | ---- | ------------------- | ------- | -------------- | -------------- | --------- |
| Serie A             | 16   | 9                   | 4       | 3              | 23             | 9         |
| Divisione Nazionale | 2    | 1                   | 1       | 0              | 6              | 1         |
| Serie B             | 2    | 1                   | 0       | 1              | 4              | 3         |
| Coppa Italia        | 3    | 3                   | 0       | 0              | 7              | 2         |
| Totale              | 23   | 14                  | 5       | 4              | 40             | 15        |

### Lista dei risultati
| Stagione  | Competizione | Incontro         | A / R | A / R |
| --------- | ------------ | ---------------- | ----- | ----- |
| 1938-1939 | Serie B      | Siena-Fiorentina | 3-0   | 0-4   |
| 1945-1946 | A/B Misto    | Siena-Fiorentina | 1-1   | 0-5   |
| 1958      | Coppa Italia | Fiorentina-Siena | 1-0   | 4-1   |
| 2004-2005 | Serie A      | Fiorentina-Siena | 0-0   | 0-1   |
| 2005-2006 | Serie A      | Siena-Fiorentina | 0-2   | 1-2   |
| 2006-2007 | Serie A      | Siena-Fiorentina | 1-1   | 0-1   |

| Stagione  | Competizione | Incontro         | A / R | A / R |
| --------- | ------------ | ---------------- | ----- | ----- |
| 2007-2008 | Serie A      | Fiorentina-Siena | 3-0   | 0-1   |
| 2008-2009 | Serie A      | Siena-Fiorentina | 1-0   | 0-1   |
| 2009-2010 | Serie A      | Siena-Fiorentina | 1-5   | 1-1   |
| 2011-2012 | Serie A      | Siena-Fiorentina | 0-0   | 1-2   |
| 2012-2013 | Serie A      | Fiorentina-Siena | 4-1   | 1-0   |
| 2013-2014 | Coppa Italia | Fiorentina-Siena | 2-1   | 2-1   |

## Livorno-Lucchese
Forte rivalità tra le tifoserie del Livorno e della Lucchese; questa gara è stata disputata in Serie A nella stagioni 1947-48 e 1948-49.
Le due squadre si sono incontrate tra la serie A e la B fino al 1949, dal 1953 soltanto in serie C/C1 (e un campionato di C2). Mentre in prima serie il bilancio è a favore del Livorno, in serie B e C le due compagini si equilibrano. 14 anni dopo l'ultimo confronto, risalente al campionato di Serie C1 2001-2002, le due squadre hanno ripreso a confrontarsi in terza serie.
|                             | Gare | Vittorie Livorno | Pareggi | Vittorie Lucchese | Gol Livorno | Gol Lucchese |
| --------------------------- | ---- | ---------------- | ------- | ----------------- | ----------- | ------------ |
| Serie A                     | 8    | 4                | 3       | 1                 | 10          | 6            |
| Prima Cat./Div. (1920-1923) | 4    | 3                | 1       | 0                 | 14          | 2            |
| Serie B                     | 4    | 2                | 0       | 2                 | 8           | 5            |
| Serie C                     | 26   | 8                | 13      | 5                 | 25          | 18           |
| Lega Pro                    | 2    | 0                | 2       | 0                 | 1           | 1            |
| Serie C1                    | 12   | 3                | 5       | 4                 | 11          | 10           |
| Serie C2                    | 2    | 1                | 1       | 0                 | 2           | 1            |
| Coppa Italia                | 1    | 1                | 0       | 0                 | 1           | 0            |
| Coppa Italia Serie C        | 5    | 2                | 3       | 0                 | 8           | 6            |
| Totale                      | 64   | 24               | 28      | 12                | 80          | 49           |

### Lista dei risultati
| Stagione  | Competizione | Incontro           | A / R | A / R |
| --------- | ------------ | ------------------ | ----- | ----- |
| 1920-1921 | 1a Categoria | Livorno - Lucchese | 2-2   | 3-0   |
| 1922-1923 | 1a Divisione | Lucchese - Livorno | 0-1   | 0-8   |
| 1935-1936 | Serie B      | Lucchese - Livorno | 2-1   | 1-4   |
| 1937-1938 | Serie A      | Lucchese - Livorno | 1-1   | 1-2   |
| 1938-1939 | Serie A      | Lucchese - Livorno | 2-1   | 0-1   |
| 1939-1940 | Coppa Italia | Lucchese - Livorno | 0-1   | 0-1   |
| 1939-1940 | Serie B      | Livorno - Lucchese | 3-1   | 0-1   |
| 1947-1948 | Serie A      | Livorno - Lucchese | 2-0   | 2-2   |
| 1948-1949 | Serie A      | Livorno - Lucchese | 0-0   | 1-0   |
| 1953-1954 | Serie C      | Livorno - Lucchese | 0-0   | 1-1   |
| 1958-1959 | Serie C      | Lucchese - Livorno | 0-2   | 1-0   |

| Stagione  | Competizione      | Incontro           | A / R | A / R |
| --------- | ----------------- | ------------------ | ----- | ----- |
| 1959-1960 | Serie C           | Livorno - Lucchese | 1-1   | 2-1   |
| 1960-1961 | Serie C           | Lucchese - Livorno | 1-1   | 3-2   |
| 1963-1964 | Serie C           | Lucchese - Livorno | 1-1   | 0-2   |
| 1972-1973 | Serie C           | Livorno - Lucchese | 1-0   | 0-1   |
| 1973-1974 | Serie C           | Lucchese - Livorno | 0-0   | 1-0   |
| 1974-1975 | Serie C           | Lucchese - Livorno | 1-1   | 0-1   |
| 1975-1976 | Serie C           | Lucchese - Livorno | 1-1   | 1-1   |
| 1976-1977 | Serie C           | Lucchese - Livorno | 0-1   | 1-1   |
| 1977-1978 | Serie C           | Lucchese - Livorno | 1-0   | 0-1   |
| 1978-1979 | Serie C1          | Lucchese - Livorno | 1-1   | 0-0   |
| 1979-1980 | C. Italia Semipr. | Livorno - Lucchese | 1-0   | 0-0   |

| Stagione  | Competizione   | Incontro               | A / R | A / R |
| --------- | -------------- | ---------------------- | ----- | ----- |
| 1983-1984 | Serie C2       | Livorno - Lucchese     | 1-0   | 1-1   |
| 1985-1986 | Coppa Italia C | Livorno - Lucchese     | 2-1   | 2-2   |
| 1987-1988 | Serie C1       | Lucchese - Livorno     | 1-1   | 0-0   |
| 1988-1989 | Serie C1       | Pro Livorno - Lucchese | 1-2   | 0-3   |
| 1999-2000 | Serie C1       | Livorno - Lucchese     | 3-1   | 0-1   |
| 2000-2001 | Coppa Italia C | Livorno - Lucchese     | 3-3   | 3-3   |
| 2000-2001 | Serie C1       | Livorno - Lucchese     | 2-0   | 0-1   |
| 2001-2002 | Serie C1       | Livorno - Lucchese     | 3-0   | 0-0   |
| 2016-2017 | Lega Pro       | Livorno - Lucchese     | 1-1   | 0-0   |
| 2017-2018 | Serie C        | Livorno - Lucchese     | 3-0   | 1-1   |
| 2020-2021 | Serie C        | Livorno - Lucchese     | 1-1   | 0-0   |

## Livorno-Pisa

Una partita tra e del 1979.

Il derby della Meloria è la sfida che si disputa tra il Livorno e il Pisa. La forte rivalità tra le città fa sì che questa partita venga percepita da ambo le parti come "il derby" per eccellenza e gli incontri siano sempre considerati ad altissimo rischio. Questa sfida quasi secolare vanta più di 80 incontri ufficiali tra le due squadre dal 1919 al 2020.
La rivalità tra Pisa e Livorno pone le sue radici nel Medioevo, precisamente nel 1284, quando la flotta pisana fu sconfitta da quella genovese al largo di Livorno, all'epoca porto pisano, fra gli scogli delle melorie sancendo l'inizio della fine della Repubblica Marinara. Nemmeno un secolo dopo il porto livornese diventò, da piccolo scalo sottomesso, uno dei principali porti della Toscana. Arrivando ai giorni nostri questa rivalità non si è mai sopita: girando per il mondo non è raro vedere scritte di scherno tra le due opposte fazioni nei luoghi più disparati. Tra le due tifoserie nel corso degli anni non sono mancati scontri violenti, come nel 1999 o come nel 2001. Anche Romeo Anconetani, che durante la sua presidenza espresse chiaramente l'idea di unire le due città sotto un'unica squadra chiamata Pisorno, si dovette ricredere vedendo le proteste che scaturirono dalle due città. Nel 2012 l'allora presidente del consiglio Mario Monti propose l'accorpamento di varie province italiane e tra queste vi erano proprio Pisa e Livorno, pure in questo caso ne scaturì un pandemonio di proteste e sfottò nelle due città.
Sono 89 i derby ufficiali disputati tra le due squadre, il primo nel torneo di Coppa Federale Toscana 1916-1917 e l'ultimo nel campionato di Serie B 2019-2020, vinti uno a testa per 1-0, all'andata a Livorno, vinto dalla squadra amaranto, al ritorno a Pisa da quella neroazzurra. Nella stagione di Prima Categoria 1920-1921, le due formazioni arrivarono a giocarsi la possibilità di affrontare i bianchi della Pro Vercelli nella finale nazionale, disputando la finale del Campionato dell'Italia Centro-Meridionale: a vincere furono i nerazzurri con gol di Guglielmo Tornabuoni. Le statistiche di questa sentitissima partita vedono il Pisa prevalere solo nei confronti diretti di Prima Categoria, mentre per quanto riguarda il computo totale è il Livorno a prevalere con 36 vittorie contro le 21 pisane, 32 sono anche i match finiti in parità. Da segnalare che il derby del campionato di Serie C1 2000-2001, disputato a Pisa il 25 marzo 2001 venne sospeso sullo 0-1 per la squadra amaranto per motivi di ordine pubblico, la vittoria è stata successivamente assegnata a tavolino al Livorno.
Le seguenti statistiche si riferiscono alle partite di campionato e coppe nazionali tra le due squadre, inclusa la finale del Campionato dell'Italia centro-meridionale 1920-1921.
|                        | Gare | Vittorie Livorno | Pareggi | Vittorie Pisa | Gol Livorno | Gol Pisa |
| ---------------------- | ---- | ---------------- | ------- | ------------- | ----------- | -------- |
| Prima Categoria        | 5    | 0                | 1       | 4             | 1           | 11       |
| Serie B                | 26   | 9                | 11      | 6             | 26          | 18       |
| Serie C                | 30   | 14               | 12      | 4             | 38          | 23       |
| Serie C1               | 8    | 6                | 1       | 1             | 14          | 4        |
| Serie C2               | 2    | 0                | 2       | 0             | 1           | 1        |
| Coppa Italia           | 1    | 1                | 0       | 0             | 1           | 0        |
| Coppa Italia Serie C   | 13   | 4                | 5       | 4             | 10          | 10       |
| Coppa Federale Toscana | 2    | 2                | 0       | 0             | 4           | 0        |
| Coppa Mario Olivo      | 2    | 0                | 0       | 2             | 1           | 7        |
| Totale                 | 89   | 36               | 32      | 21            | 96          | 74       |

### Lista dei risultati
| Stagione  | Competizione           | Incontro     | A / R | A / R |
| --------- | ---------------------- | ------------ | ----- | ----- |
| 1916-1917 | Coppa Federale Toscana | Pisa-Livorno | 0-1   | 0-3   |
| 1919-1920 | Prima Categoria        | Livorno-Pisa | 1-2   | 0-5   |
| 1919      | Coppa Mario Olivo      | Livorno-Pisa | 0-2   | 1-5   |
| 1920-1921 | Prima Categoria        | Livorno-Pisa | 0-0   | 0-3   |
| 1920-1921 | Finale centro-sud      | Pisa-Livorno | 1-0   | 1-0   |
| 1935-1936 | Serie B                | Pisa-Livorno | 1-1   | 1-1   |
| 1936-1937 | Serie B                | Livorno-Pisa | 1-0   | 1-1   |
| 1939-1940 | Serie B                | Livorno-Pisa | 4-1   | 1-1   |
| 1949-1950 | Serie B                | Pisa-Livorno | 2-2   | 0-0   |
| 1950-1951 | Serie B                | Livorno-Pisa | 0-0   | 3-0   |
| 1951-1952 | Serie B                | Livorno-Pisa | 1-2   | 2-0   |
| 1952-1953 | Serie C                | Pisa-Livorno | 0-0   | 0-2   |
| 1953-1954 | Serie C                | Livorno-Pisa | 1-1   | 4-3   |
| 1958-1959 | Serie C                | Livorno-Pisa | 3-0   | 1-1   |
| 1959-1960 | Serie C                | Livorno-Pisa | 1-0   | 2-1   |
| 1960-1961 | Serie C                | Livorno-Pisa | 1-1   | 4-1   |

| Stagione  | Competizione      | Incontro     | A / R | A / R |
| --------- | ----------------- | ------------ | ----- | ----- |
| 1961-1962 | Serie C           | Pisa-Livorno | 1-1   | 0-0   |
| 1962-1963 | Serie C           | Livorno-Pisa | 0-1   | 1-1   |
| 1963-1964 | Serie C           | Livorno-Pisa | 1-0   | 2-2   |
| 1965-1966 | Serie B           | Pisa-Livorno | 0-1   | 0-0   |
| 1966-1967 | Serie B           | Livorno-Pisa | 2-0   | 0-1   |
| 1967-1968 | Serie B           | Pisa-Livorno | 3-0   | 0-2   |
| 1969-1970 | Serie B           | Pisa-Livorno | 1-0   | 0-2   |
| 1970-1971 | Serie B           | Livorno-Pisa | 0-0   | 0-0   |
| 1970-1971 | Coppa Italia      | Pisa-Livorno | 0-1   | 0-1   |
| 1972-1973 | Serie C           | Livorno-Pisa | 1-0   | 1-1   |
| 1972-1973 | C. Italia Semipr. | Livorno-Pisa | 2-0   | 1-1   |
| 1973-1974 | Serie C           | Livorno-Pisa | 0-0   | 2-2   |
| 1973-1974 | C. Italia Semipr. | Pisa-Livorno | 1-0   | 0-0   |
| 1974-1975 | Serie C           | Pisa-Livorno | 0-1   | 0-1   |
| 1974-1975 | C. Italia Semipr. | Pisa-Livorno | 1-1   | 0-0   |

| Stagione  | Competizione      | Incontro     | A / R | A / R |
| --------- | ----------------- | ------------ | ----- | ----- |
| 1975-1976 | Serie C           | Pisa-Livorno | 1-1   | 0-1   |
| 1975-1976 | C. Italia Semipr. | Livorno-Pisa | 0-1   | 0-0   |
| 1976-1977 | Serie C           | Livorno-Pisa | 1-0   | 0-2   |
| 1976-1977 | C. Italia Semipr. | Pisa-Livorno | 0-1   | 1-2   |
| 1977-1978 | Serie C           | Pisa-Livorno | 2-1   | 1-2   |
| 1977-1978 | C. Italia Semipr. | Pisa-Livorno | 1-0   | 0-1   |
| 1978-1979 | Serie C1          | Livorno-Pisa | 0-1   | 1-0   |
| 1996-1997 | Serie C2          | Livorno-Pisa | 1-1   | 0-0   |
| 1997-1998 | Coppa Italia C    | Pisa-Livorno | 4-2   | 4-2   |
| 1999-2000 | Serie C1          | Pisa-Livorno | 1-2   | 1-1   |
| 2000-2001 | Serie C1          | Livorno-Pisa | 3-0   | 2-0   |
| 2001-2002 | Serie C1          | Livorno-Pisa | 2-0   | 3-1   |
| 2008-2009 | Serie B           | Livorno-Pisa | 1-1   | 1-2   |
| 2017-2018 | Serie C           | Pisa-Livorno | 1-0   | 0-2   |
| 2019-2020 | Serie B           | Livorno-Pisa | 1-0   | 0-1   |

## Livorno-Prato
Il primo derby tra Livorno e Prato a livello nazionale si è svolto nella Divisione Nazionale 1928-1929.
In precedenza le due squadre si sono incontrate in Prima Categoria, nel girone eliminatorio toscano, nelle stagioni 1919-1920 e 1920-1921.
A parte il campionato di serie B del 1949-1950 con una vittoria per parte, la maggior parte dei confronti si sono avuti in serie C.
In particolare va ricordato il testa a testa in Serie C nel 1959-1960 quando venne promosso il Prato che la spuntò di un punto sulla formazione labronica (3-1 all'andata per il Prato, 2-0 per il Livorno al ritorno).

Fra l'altro quello fu un campionato con 7 squadre toscane di cui 5 terminarono ai primi cinque posti: Prato, Livorno, Lucchese, Siena e Pistoiese.
Complessivamente il bilancio su 45 incontri ufficiali è di 24 vittorie per Livorno, 11 per Prato e 11 pareggi (73-42 le reti).
|                           | Gare | Vittorie Livorno | Pareggi | Vittorie Prato | Gol Livorno | Gol Prato |
| ------------------------- | ---- | ---------------- | ------- | -------------- | ----------- | --------- |
| Prima Cat./Div. Nazionale | 6    | 6                | 0       | 0              | 20          | 3         |
| Serie B                   | 2    | 1                | 0       | 1              | 6           | 5         |
| Serie C                   | 16   | 9                | 4       | 3              | 19          | 12        |
| Lega Pro                  | 2    | 2                | 0       | 0              | 8           | 2         |
| Serie C1                  | 6    | 0                | 2       | 4              | 2           | 9         |
| Serie C2                  | 2    | 1                | 0       | 1              | 1           | 1         |
| Coppa Italia Serie C      | 12   | 5                | 5       | 2              | 17          | 10        |
| Totale                    | 46   | 24               | 11      | 11             | 73          | 42        |

### Lista dei risultati
| Stagione  | Competizione        | Incontro        | A / R | A / R |
| --------- | ------------------- | --------------- | ----- | ----- |
| 1919-1920 | 1ª Categoria        | Livorno - Prato | 6-0   | 6-0   |
| 1920-1921 | 1ª Categoria        | Livorno - Prato | 2-0   | 1-0   |
| 1928-1929 | Divisione Nazionale | Livorno - Prato | 2-1   | 3-2   |
| 1949-1950 | Serie B             | Prato - Livorno | 4-3   | 1-3   |
| 1954-1955 | Serie C             | Prato - Livorno | 0-1   | 0-1   |
| 1956-1957 | Serie C             | Prato - Livorno | 4-1   | 2-0   |
| 1959-1960 | Serie C             | Prato - Livorno | 3-1   | 0-2   |
| 1962-1963 | Serie C             | Prato - Livorno | 1-1   | 0-1   |

| Stagione  | Competizione         | Incontro            | A / R | A / R |
| --------- | -------------------- | ------------------- | ----- | ----- |
| 1972-1973 | Serie C              | Prato - Livorno     | 0-0   | 1-2   |
| 1973-1974 | Serie C              | Livorno - Prato     | 1-0   | 4-0   |
| 1977-1978 | Serie C              | Prato - Livorno     | 0-0   | 0-1   |
| 1984-1985 | Coppa Italia Serie C | Livorno - Prato     | 4-1   | 1-0   |
| 1987-1988 | Serie C1             | Livorno - Prato     | 1-1   | 0-3   |
| 1987-1988 | Coppa Italia Serie C | Livorno - Prato     | 0-0   | 2-1   |
| 1988-1989 | Serie C1             | Prato - Pro Livorno | 1-0   | 1-0   |
| 1988-1989 | Coppa Italia Serie C | Pro Livorno - Prato | 3-0   | 2-4   |

| Stagione  | Competizione         | Incontro        | A / R | A / R |
| --------- | -------------------- | --------------- | ----- | ----- |
| 1990-1991 | Serie C2             | Prato - Livorno | 1-0   | 0-1   |
| 1995-1996 | Coppa Italia Serie C | Livorno - Prato | 0-0   | 0-0*  |
| 1997-1998 | Coppa Italia Serie C | Livorno - Prato | 0-0   | 0-0   |
| 1997-1998 | Serie C1             | Livorno - Prato | 1-3   | 0-0   |
| 1999-2000 | Coppa Italia Serie C | Prato - Livorno | 1-3   | 1-3   |
| 2000-2001 | Coppa Italia Serie C | Prato - Livorno | 2-1   | 1-1   |
| 2016-2017 | Lega Pro             | Livorno - Prato | 5-1   | 3-1   |
| 2017-2018 | Serie C              | Prato - Livorno | 1-1   | 0-2   |

- (*) Gara terminata ai rigori: Prato-Livorno 3-2

## Livorno-Siena
Forte rivalità fin dagli anni cinquanta tra le tifoserie del Livorno e del Siena; questa gara è stata disputata in Serie A a partire dal 2004, anno in cui i labronici ottenevano il ritorno in massima categoria.
| Competizione         | Gare | Vittorie Livorno | Pareggi | Vittorie Siena | Gol Livorno | Gol Siena |
| -------------------- | ---- | ---------------- | ------- | -------------- | ----------- | --------- |
| Serie A              | 10   | 1                | 7       | 2              | 10          | 13        |
| Serie B              | 8    | 2                | 3       | 3              | 7           | 10        |
| Serie C              | 22   | 7                | 9       | 6              | 20          | 16        |
| Lega Pro             | 2    | 0                | 0       | 2              | 0           | 3         |
| Serie C1             | 12   | 2                | 7       | 3              | 9           | 6         |
| Totale 3ª serie      | 35   | 8                | 16      | 11             | 28          | 25        |
| Serie C2             | 2    | 0                | 1       | 1              | 3           | 5         |
| Serie D              | 1    | 1                | 0       | 0              | 2           | 1         |
| Coppa Italia         | 3    | 1                | 1       | 1              | 6           | 2         |
| Coppa Italia Serie C | 8    | 1                | 6       | 1              | 7           | 9         |
| Totale               | 68   | 15               | 34      | 19             | 64          | 65        |

### Lista dei risultati
| Stagione  | Competizione         | Incontro        | A / R | A / R |
| --------- | -------------------- | --------------- | ----- | ----- |
| 1935-1936 | Coppa Italia         | Livorno - Siena | 5-0   | 5-0   |
| 1935-1936 | Serie B              | Livorno - Siena | 3-1   | 0-0   |
| 1939-1940 | Serie B              | Siena - Livorno | 1-0   | 0-2   |
| 1956-1957 | Serie C              | Livorno - Siena | 0-0   | 0-2   |
| 1957-1958 | Serie C              | Siena - Livorno | 0-0   | 0-0   |
| 1958-1959 | Serie C              | Siena - Livorno | 1-0   | 2-1   |
| 1959-1960 | Serie C              | Livorno - Siena | 3-1   | 0-0   |
| 1960-1961 | Serie C              | Siena - Livorno | 1-0   | 1-3   |
| 1961-1962 | Serie C              | Livorno - Siena | 3-0   | 0-0   |
| 1962-1963 | Serie C              | Livorno - Siena | 1-0   | 0-1   |
| 1963-1964 | Serie C              | Livorno - Siena | 1-0   | 1-2   |
| 1974-1975 | Coppa Italia Semipr. | Siena - Livorno | 0-0   | 0-2   |

| Stagione  | Competizione         | Incontro            | A / R | A / R |
| --------- | -------------------- | ------------------- | ----- | ----- |
| 1976-1977 | Serie C              | Livorno - Siena     | 1-1   | 2-2   |
| 1977-1978 | Serie C              | Siena - Livorno     | 1-1   | 0-0   |
| 1978-1979 | Coppa Italia Semipr. | Siena - Livorno     | 1-1   | 1-1   |
| 1981-1982 | Coppa Italia Serie C | Siena - Livorno     | 1-1   | 1-1   |
| 1982-1983 | Serie C1             | Livorno - Siena     | 0-0   | 0-0   |
| 1985-1986 | Coppa Italia Serie C | Livorno - Siena     | 1-1   | 0-4   |
| 1985-1986 | Serie C1             | Siena - Livorno     | 2-1   | 0-0   |
| 1986-1987 | Serie C1             | Livorno - Siena     | 1-0   | 0-0   |
| 1989-1990 | Serie C2             | Siena - Pro Livorno | 3-1   | 2-2   |
| 1997-1998 | Serie C1             | Livorno - Siena     | 3-1   | 0-1   |
| 1998-1999 | Serie C1             | Livorno - Siena     | 0-0   | 1-1   |
| 1999-2000 | Serie C1             | Livorno - Siena     | 0-1   | 0-0   |

| Stagione  | Competizione | Incontro              | A / R | A / R |
| --------- | ------------ | --------------------- | ----- | ----- |
| 2001-2002 | Coppa Italia | Siena - Livorno       | 1-1   | 1-1   |
| 2002-2003 | Serie B      | Livorno - Siena       | 1-1   | 0-2   |
| 2004-2005 | Serie A      | Siena - Livorno       | 1-1   | 6-3   |
| 2005-2006 | Serie A      | Livorno - Siena       | 2-2   | 0-0   |
| 2006-2007 | Serie A      | Livorno - Siena       | 0-0   | 0-0   |
| 2007-2008 | Serie A      | Siena - Livorno       | 2-3   | 0-0   |
| 2009-2010 | Serie A      | Siena - Livorno       | 0-0   | 2-1   |
| 2010-2011 | Serie B      | Livorno - Siena       | 1-1   | 0-4   |
| 2013-2014 | Coppa Italia | Livorno - Siena       | 0-1   | 0-1   |
| 2016-2017 | Lega Pro     | Robur Siena - Livorno | 1-0   | 2-0   |
| 2017-2018 | Serie C      | Robur Siena - Livorno | 1-2   | 0-1   |
| 2024-2025 | Serie D      | Siena fc - Livorno    | 1-2   |       |

## Lucchese-Pisa

Una partita tra e Lucchese del 1972

Il derby del foro è la partita che si gioca tra Pisa e Lucchese. Questo match è molto sentito dalle due tifoserie, sia per la vicinanza delle due province, divise appunto dal foro di San Giuliano Terme da cui il derby prende nome, sia per le differenze politiche tra i supporters delle due compagini. Questa partita si è disputata per la prima volta in massima serie nel campionato di Prima Categoria 1913-1914 quando la squadra rossonera si chiamava Lucca FBC, negli anni a venire questo derby si è giocato spesso tra Serie B e Serie C.
Tra i giocatori che hanno vestito entrambe le maglie, da segnalare i due attaccanti degli anni venti e trenta, Giovanni Moscardini e Angelo Pomponi, il primo oriundo di origini scozzesi, protagonista anche di 9 presenze in azzurro con 7 reti segnate. Verso la fine degli anni '60 Pierpaolo Manservisi trascinò i nerazzurri alla promozione in Serie A, precedentemente aveva militato anche nella Lucchese. Verso la fine degli anni '80, inizio anni '90, Aldo Dolcetti, dopo aver militato in massima serie con la casacca nerazzurra, gioco nella Lucchese nella stagione di Serie B 1992-1993. Una curiosità sul derby del foro: nella stagione di Serie C1 2004-2005 Giacomo Lorenzini, ha segnato al 36' minuto della sfida di andata giocata al Porta Elisa, sia il gol del pareggio, sia il 100° gol nerazzurro in un derby ufficiale tra le due formazioni, mentre, Eupremio Carruezzo ha segnato al 90' minuto su calcio di rigore, nella gara persa dai rossoneri in casa per 2-1 nella stagione di Serie C1 2005-2006, il 100° gol lucchese nel derby.
L'ultra centenaria storia dei due club unita al fatto che nel corso degli anni, a parte pochi periodi temporali, le due formazioni abbiano militato spesso nella stessa categoria, fanno di questo derby il più antico e giocato tra le squadre toscane ancora in attività. Il bilancio tra le due compagini è di sostanziale parità, con un leggero vantaggio da parte pisana, che conduce con 40 vittorie contro le 32 rossonere, 33 i pareggi.
Fonte
|                          | Gare | Vittorie Pisa | Pareggi | Vittorie Lucchese | Gol Pisa | Gol Lucchese |
| ------------------------ | ---- | ------------- | ------- | ----------------- | -------- | ------------ |
| Prima Categoria          | 8    | 5             | 1       | 2                 | 19       | 8            |
| Serie B                  | 18   | 8             | 5       | 5                 | 23       | 19           |
| Prima Divisione          | 14   | 6             | 3       | 5                 | 14       | 12           |
| Serie C                  | 32   | 8             | 11      | 13                | 20       | 35           |
| Serie C1                 | 18   | 8             | 6       | 4                 | 23       | 19           |
| Lega Pro Prima Divisione | 2    | 1             | 1       | 0                 | 3        | 1            |
| Lega Pro                 | 4    | 1             | 2       | 1                 | 4        | 4            |
| IV Serie                 | 4    | 1             | 1       | 2                 | 1        | 7            |
| Coppa Italia             | 1    | 1             | 0       | 0                 | 4        | 0            |
| Coppa Italia Serie C     | 2    | 1             | 1       | 0                 | 3        | 2            |
| Torneo Post Campionato   | 2    | 0             | 2       | 0                 | 1        | 1            |
| Totale                   | 105  | 40            | 33      | 32                | 115      | 108          |

### Lista dei risultati
| Stagione  | Competizione           | Incontro            | A / R | A / R |
| --------- | ---------------------- | ------------------- | ----- | ----- |
| 1913-1914 | 1ª Categoria           | Pisa-Lucca FBC      | 0-1   | 2-0   |
| 1914-1915 | 1ª Categoria           | Lucca FBC-Pisa      | 2-1   | 1-1   |
| 1914-1915 | Gir. centro-sud        | Lucca FBC-Pisa      | 2-3   | 0-4   |
| 1920-1921 | 1ª Categoria           | Pisa-Lucchese       | 3-0   | 5-2   |
| 1926-1927 | 1ª Div. Nord           | Libertas Lucca-Pisa | 2-0   | 0-2   |
| 1927-1928 | 1ª Div. Nord           | Libertas Lucca-Pisa | 1-1   | 0-3   |
| 1928-1929 | 1ª Div. Nord           | Pisa-Libertas Lucca | 2-0   | 0-1   |
| 1929-1930 | 1ª Div. Nord           | Libertas Lucca-Pisa | 2-0   | 0-0   |
| 1931-1932 | 1ª Divisione           | Lucchese-Pisa       | 0-1   | 2-1   |
| 1932-1933 | 1ª Divisione           | Lucchese-Pisa       | 3-0   | 0-2   |
| 1933-1934 | 1ª Divisione           | Pisa-Lucchese       | 1-0   | 1-1   |
| 1934-1935 | Serie B                | Pisa-Lucchese       | 4-1   | 0-1   |
| 1935-1936 | Serie B                | Lucchese-Pisa       | 1-2   | 0-2   |
| 1939-1940 | Serie B                | Pisa-Lucchese       | 1-1   | 0-2   |
| 1940-1941 | Serie B                | Pisa-Lucchese       | 2-1   | 0-2   |
| 1941-1942 | Serie B                | Lucchese-Pisa       | 3-4   | 0-1   |
| 1945-1946 | Serie C                | Lucchese-Pisa       | 6-0   | 1-0   |
| 1946      | Torneo Post Campionato | Lucchese-Pisa       | 1-1   | 0-0   |

| Stagione  | Competizione | Incontro      | A / R | A / R |
| --------- | ------------ | ------------- | ----- | ----- |
| 1946-1947 | Serie B      | Lucchese-Pisa | 0-0   | 2-3   |
| 1953-1954 | Serie C      | Pisa-Lucchese | 2-1   | 0-1   |
| 1954-1955 | IV Serie     | Lucchese-Pisa | 2-0   | 0-0   |
| 1955-1956 | IV Serie     | Lucchese-Pisa | 5-0   | 0-1   |
| 1958-1959 | C. Italia    | Lucchese-Pisa | 0-4   | 0-4   |
| 1958-1959 | Serie C      | Lucchese-Pisa | 1-1   | 2-0   |
| 1959-1960 | Serie C      | Pisa-Lucchese | 1-0   | 0-1   |
| 1960-1961 | Serie C      | Lucchese-Pisa | 3-2   | 0-0   |
| 1963-1964 | Serie C      | Pisa-Lucchese | 1-0   | 0-3   |
| 1964-1965 | Serie C      | Pisa-Lucchese | 3-2   | 1-2   |
| 1971-1972 | Serie C      | Lucchese-Pisa | 0-0   | 2-2   |
| 1972-1973 | Serie C      | Pisa-Lucchese | 0-0   | 0-0   |
| 1973-1974 | Serie C      | Pisa-Lucchese | 1-0   | 0-3   |
| 1974-1975 | Serie C      | Pisa-Lucchese | 0-1   | 1-0   |
| 1975-1976 | Serie C      | Pisa-Lucchese | 0-0   | 2-1   |
| 1976-1977 | Serie C      | Lucchese-Pisa | 1-0   | 0-0   |
| 1977-1978 | Serie C      | Lucchese-Pisa | 1-1   | 1-0   |

| Stagione  | Competizione     | Incontro      | A / R | A / R |
| --------- | ---------------- | ------------- | ----- | ----- |
| 1978-1979 | Serie C1         | Pisa-Lucchese | 3-2   | 1-0   |
| 1991-1992 | Serie B          | Lucchese-Pisa | 1-1   | 2-1   |
| 1992-1993 | Serie B          | Pisa-Lucchese | 1-0   | 1-1   |
| 1993-1994 | Serie B          | Pisa-Lucchese | 0-0   | 0-1   |
| 1999-2000 | Coppa Italia C   | Pisa-Lucchese | 1-0   | 2-2   |
| 1999-2000 | Serie C1         | Pisa-Lucchese | 1-3   | 1-1   |
| 2000-2001 | Serie C1         | Pisa-Lucchese | 2-1   | 1-0   |
| 2001-2002 | Serie C1         | Pisa-Lucchese | 0-0   | 0-1   |
| 2002-2003 | Serie C1         | Pisa-Lucchese | 2-1   | 0-2   |
| 2003-2004 | Serie C1         | Pisa-Lucchese | 3-3   | 3-0   |
| 2004-2005 | Serie C1         | Lucchese-Pisa | 1-1   | 2-1   |
| 2005-2006 | Serie C1         | Lucchese-Pisa | 1-2   | 1-1   |
| 2006-2007 | Serie C1         | Pisa-Lucchese | 1-0   | 0-0   |
| 2010-2011 | Lega Pro 1ª Div. | Lucchese-Pisa | 1-1   | 0-2   |
| 2014-2015 | Lega Pro         | Pisa-Lucchese | 0-0   | 1-2   |
| 2015-2016 | Lega Pro         | Pisa-Lucchese | 2-1   | 1-1   |
| 2017-2018 | Serie C          | Lucchese-Pisa | 1-1   | 1-0   |
| 2018-2019 | Serie C          | Lucchese-Pisa | 0-1   | 0-0   |